# شه‌پروانه‌ایان
شه‌پروانه‌ایان (نام علمی:  Danaidae)، تیره‌ای از راستۀ پروانه‌سانان است که بالهایشان نقوش منحصربه‌فردِ منشعب و تیره دارد.